# 가도마시역
가도마시역(일본어: 門真市駅)은 일본 오사카부 가도마시에 위치한 게이한 전기철도와 오사카 고속철도의 역이다. 역 번호는 게이한이 KH13, 오사카 모노레일이 24이다.

## 역사
1971년 6월 20일 게이한 본선 가도마 ~ 후루카와바시 사이에 오사카추오 환상선과의 교차점에 "신가도마역"로서 개업, 개업 당초에 상대식 승강장 2면 4선으로 안쪽 2선은 통과선이었다. 가도마 역의 폐지와 니시산소 역 개업에 따른 1975년 3월에 "가도마시역"이라고 역명 변경 이후 1976년 9월에 당역 ~ 모리구치시 간 복복선화 됨으로써, 1980년 3월에는 당역 ~ 가야시마 역간 고가 복복선화되었다.
- 1971년 6월 20일: 신카도마역으로 영업 개시.
- 1975년 3월 23일: 가도마시역으로 역명 변경.
- 1976년 9월 12일: 덴마바시 ~ 당역간 복복선화.
- 1980년 3월 16일: 네야가와 신호장까지 복복선화.
- 1997년
  - 6월 21일: 교상역사화, 장애인용 엘리베이터 및 휠체어나 기저귀 교환대를 갖춘 다목적 화장실 등 배리어 프리 대책이 강구되었고 역 구내에 베이커리 숍 "프라파오"가 개점함.
  - 8월 22일: 오사카 모노레일 선의 연장 개통으로 영업 개시.
- 2004년 4월 13일: 게이한 역 구내에 교토 은행의 ATM이 설치되어 운용 개시.
- 2010년 12월 24일: 게이한 선의 플랫폼에 이상통보 기기를 설치함.
- 2016년 3월 15일: 게이한 역에 사고 정보 등을 실시간으로 알리는 "여객 안내 장치" 설치.
- 2029년 오사카 모노레일이 우류도역까지 연장되어 중간역이 될 예정

## 역 구조

### 게이한 전기철도
통과선 2개를 낀 상대식 승강장 2면 2선의 구조이고 지상역에서 교상역사를 가지고 있다. 개찰구는 1곳 있고, 개찰구 내에는 편의점이 있다.
이 전후 구간은 고가 구간이지만 당 역 부근만 긴키 자동차도 오사카 중앙 순환 노선인 고가(과선 다리)와 교차되어 선로는 지평선에 내리고 있다.
개업으로부터 복복선화 완성까지는 상하행 본선 외에 상하행의 본선 추월이 가능한 역이었다. 교상역사화 전의 지하역사는 점포로 전용되고 있다.

#### 승강장
| 번호 | 노선          | 방향 | 행선                                               |
| ---- | ------------- | ---- | -------------------------------------------------- |
| 1    | ■ 게이한 본선 | 상행 | 가야시마・히라카타시・산조・데마치야나기 방면      |
| 2    | ■ 게이한 본선 | 하행 | 모리구치시・교바시・요도야바시・나카노시마 선 방면 |

- 두 승강장의 유효 길이는 8량이고 1,2번 선의 사이에 통과선(A선)이 있다. 통과선의 승강장은 없는 관계로 복복선의 바깥쪽 두 선(B선)에만 승강장이 있다.
- 접근 방송은 주요 역들처럼 세세한 내용으로 되어 있고 2008년 4월부터 승강장 번호 표시가 부여되었다.

### 오사카 고속철도
섬식 승강장 1면 2선의 고가역이다. 개찰 외의 정면에는 오사카 모노레일 직영의 편의점(세븐 일레븐 웰 가도마점)이 있다.

#### 승강장
| 승강장 | 노선                   | 행선                                                                   |
| ------ | ---------------------- | ---------------------------------------------------------------------- |
| 1      | ■ 오사카 모노레일 본선 | 하차 전용 승강장                                                       |
| 2      | ■ 오사카 모노레일 본선 | 미나미이바라키・반파쿠키넨코엔・센리추오・오사카 공항・사이토니시 방면 |

- 본 역에서 지하철 나가호리쓰루미료쿠치 선 가도마미나미 역, JR 가타마치 선(갓켄토시 선) 고노이케신덴역, 긴테쓰 게이한나 선 아라모토 역을 경유하여 우류도(히가시오사카시)까지 확장(8.7 km)이 답신 방안으로 제시되고 있지만, 2029년 개통 예정이다.
- 위와 같이 본 역 이남의 연장 계획이 있기 때문에, 열차의 반환은 인상선 형식으로 되어(사이토 선 사이토니시 역에도 동일). 도착 열차는 1번 승강장에서 승객을 내리게 한 뒤 역 남쪽의 인상선에서 회차하고 오사카 공항 방면 행인 2번 승강장으로 들어선다.

## 이용 현황
| 연도별 1일 평균 하차 승차 인원 | 연도별 1일 평균 하차 승차 인원 | 연도별 1일 평균 하차 승차 인원 | 연도별 1일 평균 하차 승차 인원 | 연도별 1일 평균 하차 승차 인원 |
| 연도                           | 게이한 전기 철도               | 게이한 전기 철도               | 오사카 고속 철도               | 오사카 고속 철도               |
| 연도                           | 특정일                         | 특정일                         | 1일 평균                       | 1일 평균                       |
| 연도                           | 하차 인원                      | 승차 인원                      | 하차 인원                      | 승차 인원                      |
| ------------------------------ | ------------------------------ | ------------------------------ | ------------------------------ | ------------------------------ |
| 1997년                         | 29,586                         | 14,767                         | 8,412                          | 4,197                          |
| 1998년                         | 35,281                         | 17,722                         | 15,933                         | 7,952                          |
| 1999년                         | 35,281                         | 17,722                         | -                              | -                              |
| 2000년                         | 35,698                         | 17,750                         | 17,884                         | 8,959                          |
| 2001년                         | -                              | -                              | 18,059                         | 9,048                          |
| 2002년                         | 34,884                         | 17,287                         | 18,771                         | 9,418                          |
| 2003년                         | 34,163                         | 17,136                         | 19,486                         | 9,704                          |
| 2004년                         | 34,370                         | 16,829                         | 20,052                         | 10,028                         |
| 2005년                         | 34,756                         | 17,117                         | 20,376                         | 10,176                         |
| 2006년                         | 35,944                         | 17,850                         | 21,427                         | 10,603                         |
| 2007년                         | 35,918                         | 17,566                         | 21,874                         | 10,770                         |
| 2008년                         | 36,123                         | 17,894                         | 22,148                         | 10,903                         |
| 2009년                         | 34,792                         | 17,241                         | 21,740                         | 10,743                         |
| 2010년                         | 34,424                         | 17,275                         | 21,595                         | 10,656                         |
| 2011년                         | 33,590                         | 16,666                         | 21,241                         | 10,491                         |
| 2012년                         | 32,068                         | 15,969                         | 21,118                         | 10,398                         |
| 2013년                         | 31,858                         | 15,800                         | 20,707                         | 10,237                         |
| 2014년                         | 31,129                         | 15,375                         | 20,861                         | 10,322                         |
| 2015년                         | 31,119                         | 15,304                         | 21,318                         | 10,547                         |

## 역 주변
- 가도마 시청
- 가도마 시립 도서관
- 가도마 시립 공민관
- 가도마 부민 건강 플라자
- 헬로우 워크 가도마
- 긴키 자동차도
- 오사카 부도 2호 오사카 중앙 순환선
- 가도마긴자 상점가
- 스미토모도리 상점가
- 이즈미야 가도마점
- 가도마신바시 우체국
- 파나소닉 가도마 지구 사업장
- 가도마 터미널 호텔
- 가도마 퍼블릭 호텔
- 슈퍼 호텔 가도마

## 사진

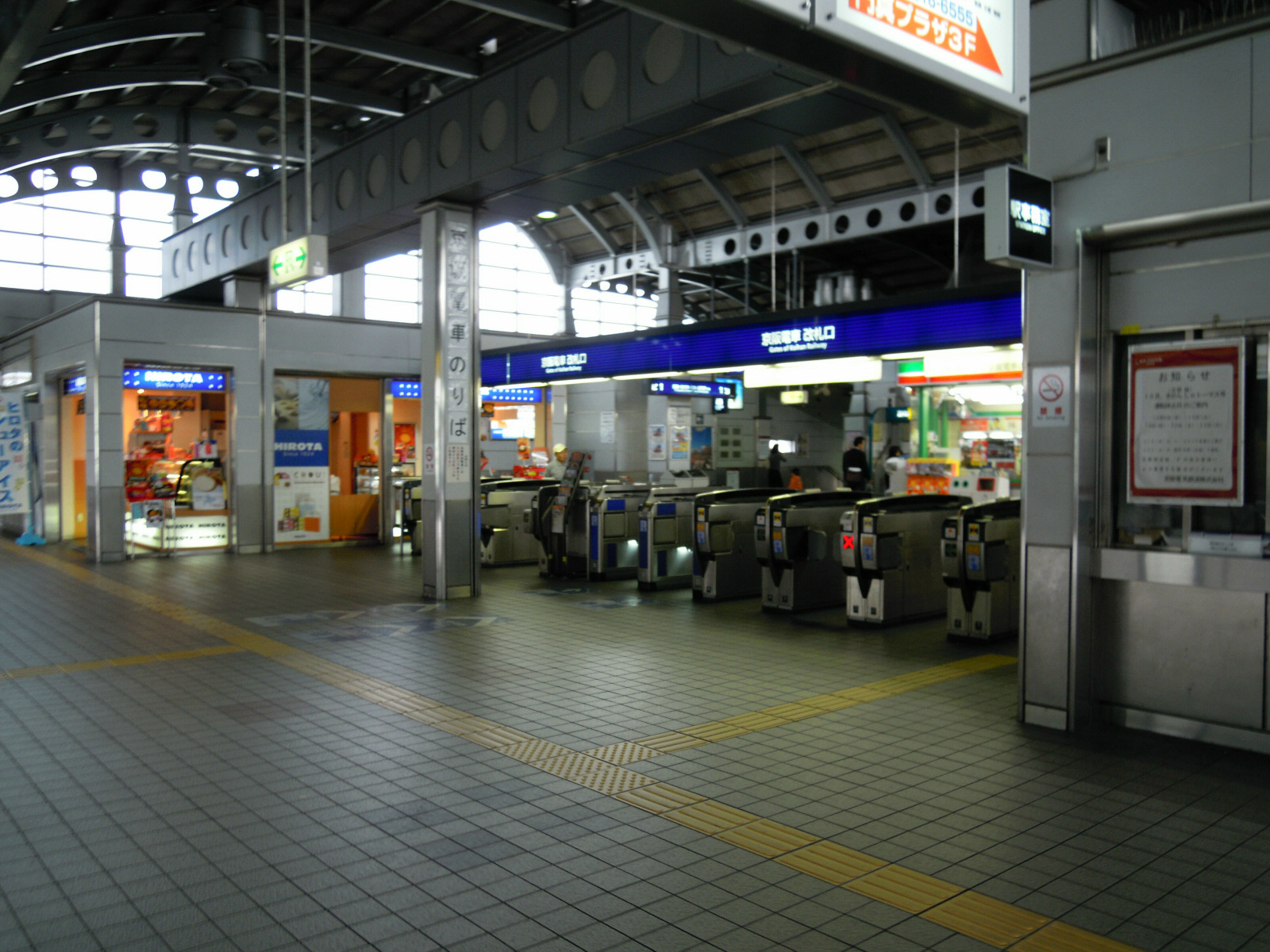
게이한 전용 개찰구

## 인접역
| 게이한 전기철도 ■ 게이한 본선          | 게이한 전기철도 ■ 게이한 본선 | 게이한 전기철도 ■ 게이한 본선       |
| -------------------------------------- | ----------------------------- | ----------------------------------- |
| KH12 니시산소 요도야바시 방면          | ■ 구간급행 ■ 보통             | 후루카와바시 KH14 데마치야나기 방면 |
| 오사카 고속철도 ■ 오사카 모노레일 본선 |                               |                                     |
| 23 다이니치 오사카 공항 방면           |                               | 시·종착역                           |